# Église de l'Assomption de Prévessin-Moëns
L'église de l'Assomption est une église située à Prévessin-Moëns, en France.

## Localisation
L'église est située dans le département français de l'Ain, sur la commune de Prévessin-Moëns.

## Historique
L'édifice est inscrit au titre des monuments historiques en 1982.